# Theo van Boven
Theo van Boven (Países Bajos, 1934) es profesor de derecho internacional por la Universidad de Maastricht y, desde 2001, comisionado especial de las Naciones Unidas contra la tortura. Asimismo, fue director de la división de Derechos Humanos de la ONU. Es miembro del Jurado Internacional del Premio de Derechos Humanos de Núremberg.